# Livraria do Globo
La Livraria do Globo (en español: "Librería del Globo") es una librería y un edificio histórico ubicado en el centro de la ciudad de Porto Alegre, Brasil. Fue fundada por Laudelino Pinheiro de Barcellos y Saturnino Alves Pinto.
Inicialmente fue una papelería y librería. A inicios del siglo XX, comenzó a desarrollar ciertas actividades editoriales de revistas y libros y, con regularidad, a partir de 1928 a través del sello "Edições da Livraria do Globo". Entre 1929 y 1967, editó la Revista do Globo. En 1956, se dividió formalmente en dos empresas: la librería y la editorial. En 1986, la editora fue vendida a la empresa carioca Rio Gráfica de Roberto Marinho la que pasó a adoptar el nombre de la empresa adquirida como Editora Globo.
En función de su importancia histórica, el edificio de la librería fue incluido por el Municipio en el Inventario de Bienes Inmuebles de Valor Histórico y Cultural y de Expresiva Tradición en 1982.
En el 2010, el Equipo de Patrimonio Histórico y Cultural (EPAHC), de la Secretaría Municipal de Cultura de Porto Alegre retomó el proceso de declaración como patrimonio histórico teniendo en cuenta que, según su directora, “La edificación tiene un valor innegable"; además de ser un espacio de encuentro de grandes escritores como Érico Veríssimo y Mário Quintana, también servía de escenario para importantes debates sobre la vida política, económica y cultural del estado y del país. Finalmente, en el 2011 se dio la declaración como patrimonio histórico.
Desde el 2012, el edificio se convirtió en una sede más de Lojas Renner, que cerró operaciones en el 2023. 